# Devon County Football League
The Devon County Football League var en engelsk fotbollsliga som fanns mellan 1992 och 2007. 
Den låg på nivå 11 i det engelska ligasystemet och mästarklubben kunde ansöka om uppflyttning till Western Football League.
Ligan slogs sig samman med South Western Football League och bildade 2007 en ny liga med namnet South West Peninsula League.

## Ligamästare
- 1992-93 Buckfastleigh Rangers
- 1993-94 Newton Abbot
- 1994-95 Stoke Gabriel
- 1995-96 Budleigh Salterton
- 1996-97 Stoke Gabriel
- 1997-98 Topsham Town
- 1998-99 Willand Rovers
- 1999-00 Budleigh Salterton
- 2000-01 Willand Rovers
- 2001-02 Dartmouth
- 2002-03 Dartmouth
- 2003-04 Holsworthy
- 2004-05 Teignmouth
- 2005-06 Ivybridge Town
- 2006-07 Dartmouth

## Ligasponsorer
- 1992-2002 Westward Developments
- 2002-2005 Firewatch South West
- 2005-2007 Axworthys' Office Supplies